# Promieniowa jonizacja katalityczna
Promieniowa jonizacja katalityczna, technologia RCI (ang. Radiant Catalytic Ionization - RCI) – aktywna technologia oczyszczania powietrza, wykorzystująca proces fotokatalizy do tworzenia jonów wodorotlenowych i nadtlenkowych (utleniaczy). Jony te mają zdolność wytrącania z powietrza zanieczyszczeń stałych (pyłów, alergenów), dezaktywacji wirusów i bakterii oraz redukcji stężenia lotnych związków organicznych.

## Historia
Technologia oczyszczania powietrza z wykorzystaniem fotokatalizy heterogenicznej (fotokatalitycznego utleniania) została zapoczątkowana przez NASA, podczas doświadczeń przy hodowli roślin, przeprowadzanych na Międzynarodowej Stacji Kosmicznej. Specjaliści z Uniwersytetu Wisconsin opracowali technikę, umożliwiającą zredukowanie ilości etylenu – naturalnego hormonu roślin, który przyspiesza ich dojrzewanie i rozkład. Powietrze w komorze z roślinami oczyszczano z etylenu za pomocą tzw. płuczki etylenowej: na płytkę pokrytą dwutlenkiem tytanu (katalizator) działano światłem ultrafioletowym. Efektem reakcji było uwolnienie do powietrza utleniaczy, które rozkładały niepożądany etylen. Płuczkę etylenową po raz pierwszy skutecznie zastosowano w 1995 roku.
Standardowa metoda fotokatalitycznego utleniania zanieczyszczeń z powietrza szybko znalazła  zastosowanie w przemyśle oczyszczaczy powietrza i jest używana do dziś. Metoda ta ma jednak pewne ograniczenia: obszar reakcji jest nieduży, przez co może być ona zastosowana w oczyszczaczu powietrza tylko pod postacią tzw. filtra fotokatalitycznego, przez który przepuszczane jest powietrze.
W związku z tym, aby zwiększyć skuteczność procesu oczyszczania, w NASA skonstruowano matrycę w kształcie plastra miodu (pozwoliła zwiększyć obszar zachodzenia reakcji), a następnie do warstwy dwutlenku tytanu dodano kompozyt z metali ziem rzadkich i szlachetnych (wzmocnienie katalitycznych możliwości matrycy). Powstałą w ten sposób technologię nazwano Radiant Catalytic Ionization – promieniową jonizacją katalityczną (technologią RCI).

## Skuteczność
Testy przeprowadzone na Uniwersytecie w Kansas wykazały, że promieniowa jonizacja katalityczna eliminuje z powietrza patogeny na poziomie 96,4% - 99,9%. Podczas badania technologię RCI zastosowano do usuwania powszechnie występujących, groźnych dla człowieka wirusów, bakterii i grzybów, w tym m.in. gronkowca złocistego, laseczek tężca, pałeczki okrężnicy, grzybów pleśniowych. Dwie godziny od ekspozycji, liczebność patogenów spadła o 80%, po sześciu godzinach  skuteczność technologii wyniosła ponad 90%.
Specjaliści z Departamentu Zdrowia Środowiskowego Uniwersytetu w Cincinnati testowali efektywność technologii RCI w usuwaniu lotnych związków organicznych, pyłów zawieszonych w powietrzu oraz drobnych cząstek. Badania prowadzone pod kierownictwem dr Siergieja Grinshpuna potwierdziły znaczną redukcję stężenia lotnych związków organicznych, w tym etylenu na poziomie 85%, 98% eliminację drobnych cząstek stałych o rozmiarach 0,4 μm w czasie ok. 40 min.(w przypadku cząstek o rozmiarze poniżej 0,3 µm skuteczność wyniosła 85%). 
Ponadto obserwacja pod mikroskopem pokazała, że jony wodorotlenkowe i nadtlenkowe neutralizują bakterie na kilka sposobów: 
- niszczą zewnętrzną otoczkę ściany komórkowej bakterii,
- rozkładają enzymy odpowiedzialne za proces oddychania bakterii, co prowadzi do obumarcia komórki,
- uszkadzają DNA i RNA bakterii[10].

Analizy polskich ośrodków badawczych pokrywają się z wynikami zagranicznych badań. Na terenie Polski testy przeprowadzano m.in. na Uniwersytecie Rolniczym  w Krakowie, Uniwersytecie Gdańskim oraz w Muzeum Narodowym w Warszawie.

## Zastosowanie
Promieniowa jonizacja katalityczna służy przede wszystkim do uzdatniania powietrza wewnątrz pomieszczeń.  Właściwości technologii umożliwiają:
- neutralizowanie  bakterii, wirusów
- eliminacje nieprzyjemnych zapachów, dymu
- redukowanie stężenia lotnych związków organicznych
- wytrącanie alergenów, cząstek stałych i drobnych pyłów

Technologia RCI została skomercjalizowana na początku XXI wieku i jest stosowana w  aktywnych oczyszczaczach powietrza. Są to urządzenia, które w przeciwieństwie do pasywnych oczyszczaczy, nie stosują systemu filtrów zatrzymujących zanieczyszczania. Ponieważ w oczyszczaczach aktywnych, za eliminowanie zanieczyszczeń odpowiadają emitowane do przestrzeni zjonizowane utleniacze, proces oczyszczania  odbywa się w całej objętości powietrza w pomieszczeniu.